# La fortuna dei Rougon
La fortuna dei Rougon (La fortune des Rougon) è il primo dei romanzi del ciclo de I Rougon-Macquart dello scrittore francese Émile Zola pubblicato nel 1871.

## Trama
La vicenda si svolge a Plassans, una piccola cittadina della Provenza, e narra la storia di due famiglie antagoniste, i Rougon e i Macquart, tra la fine del Settecento e il 1851.
Adelaïde Fouque, di carattere isterico e maniaco, ha sposato un Rougon, di mestiere giardiniere, ed è diventata l'amante di Macquart, un ubriacone che si arricchiva con il contrabbando. Dal marito ha un figlio, Pierre; da Macquart ha due figli, Ursule e Antoine.
Arrivati alla seconda generazione vi sono tra i figli già due elementi con problemi: un figlio è alcolizzato e l'altro è tisico.
Si giunge così alla terza generazione dove, su undici figli appartenenti a tre famiglie, si contano quattro malati e due di debole costituzione.
I Rougon legittimi e i Macquart illegittimi provano reciprocamente un grande odio che si acuisce allo scoppiare della rivoluzione del 1848 e per tutto il periodo che porta al Secondo Impero.
Tra i nipoti legittimi di Adelaïde (figli di Pierre, che ha sposato Felicité, la figlia di un ricco commerciante d'olio ottenendo notevoli vantaggi) solamente il dottor Pascal non si preoccupa di arricchirsi e rimane nel paese per studiare scienze naturali, Eugène decide di recarsi a Parigi per trovar fortuna e Aristide raggiunge presto il fratello e si mette nel giornalismo.
Antoine Macquart ha tre figli (Lise, Gervaise e Jean), è repubblicano e odia profondamente i Rougon che vogliono fare carriera con l'appoggio dei preti e dei nobili. Durante le giornate del dicembre 1851 i rapporti tra le due famiglie peggiorano. I Rougon sembrano stare dalla parte del Principe residente e appoggiare la sua opera restauratrice non disdegnando lotte e tradimenti, mentre Antoine Macquart, che non si mostra certo da meno della famiglia rivale, fa cadere, per denaro, gli amici repubblicani in un trabocchetto.
Non tutti i Macquart però sono simili e tra loro vi è il giovane Silvère Mouret, figlio di Ursule, che crede veramente nella causa repubblicana e si mette dalla parte degli operai organizzando nelle campagne bande armate.
Silvère conosce Miette, la figlia di un contrabbandiere in carcere per l'assassinio di un gendarme, e se ne innamora, le dà protezione e presto la ragazza diventa l'eroina degli uomini in rivolta ma muore in un combattimento e verrà sepolta avvolta dalla bandiera rossa simbolo dei rivoluzionari.
Silvère viene preso prigioniero e abbandonato al suo destino dallo zio Pierre che avrebbe potuto salvarlo e viene assassinato da un gendarme mentre i Rougon si danno da fare senza scrupoli per ottenere ricchezze e cariche di prestigio all'arrivo del prefetto napoleonico.

## Edizioni italiane
- trad. di C. Dassato, Carlo Simonetti, Milano 1879
- trad. di L. Rocco, Treves, Milano 1880
- trad. di F. Bideri, introduzione di Achille Macchia, Bideri, Napoli 1916
- trad. e presentazione di Sebastiano Timpanaro, introduzione di Lanfranco Binni, Garzanti (Grandi libri n. 471), Milano 1992 ISBN 881158471X
- trad. e cura di Stefanno Serri, Robin, 2024